# Balsamorhiza lanata
Balsamorhiza lanata là một loài thực vật có hoa trong họ Cúc. Loài này được (W.M.Sharp) W.A.Weber mô tả khoa học đầu tiên năm 1999.